# Mateusz Morawiecki
Pour les articles homonymes, voir Morawiecki.
Mateusz Morawiecki (prononcé : /maˈtɛ.uʂ mɔraˈvjɛt͡skʲi/), né le 20 juin 1968 à Wrocław, est un banquier et homme d'État polonais, président du Conseil des ministres de 2017 à 2023.
Fils d'un dirigeant d'une organisation de Solidarność et lui-même engagé très jeune dans la lutte contre le communisme, il étudie à l'université de Wrocław et à l’étranger. Il travaille ensuite dans le secteur bancaire, étant notamment président de Bank Zachodni WBK. À ce titre, il conseille le libéral Donald Tusk, alors président du Conseil des ministres.
Après les élections parlementaires de 2015, il est nommé vice-président du Conseil des ministres et ministre du Développement dans le gouvernement Szydło. L’année suivante, il ajoute à ses attributions le ministère des Finances, et adhère au parti ultraconservateur au pouvoir, Droit et justice (PiS). En 2017, il devient président du Conseil des ministres en remplacement de Beata Szydło. Six ans plus tard, lors des élections parlementaires, la coalition Droite unie perd sa majorité absolue et Donald Tusk. Son mandat de chef du gouvernement est ainsi le deuxième plus long depuis 1990.

## Situation personnelle

### Naissance et origines
Né le 20 juin 1968 à Wrocław, il est le fils de Kornel Morawiecki (en), qui a fondé en 1982, à Wrocław, Solidarność Walcząca (« Solidarité combattante »), une organisation secrète anticommuniste appartenant au syndicat Solidarność. Élu député de Kukiz'15 en 2015, Kornel Morawiecki est ensuite désigné président d'âge de la Diète polonaise. Il meurt le 30 septembre 2019, à 78 ans.
Ses origines familiales sont polonaises et catholiques, avec un grand-père maternel né aux États-Unis dans une famille tchèque. Il confie avoir « deux tantes juives » ayant échappé à la Shoah, ce qui a pu prêter à confusion sur ses origines personnelles : l'une est une tante par alliance et l'autre une amie de la famille.

### Premiers engagements
Il s'engage très tôt contre le communisme. En 1982, à 14 ans, il adhère à Solidarność. Il résiste contre le Służba Bezpieczeństwa, la police politique communiste, qui persécute sa famille. Les miliciens font même creuser à Mateusz Morawiecki sa propre tombe dans une forêt.
En 1987, il devient membre de l'équipe éditoriale de la publication clandestine Biuletyn Dolnośląski, dont il était déjà imprimeur à l'âge de 12 ans. Il rejoint Niezależne Zrzeszenie Studentów, une association d'étudiants qui porte assistance aux ouvriers s'opposant au régime communiste en faisant grève.
Il participe au lancement, en 1989, du club de pensée politique Wolni i Solidarni. En 1991, il est un des cofondateurs du journal Dni, ainsi que de l'entreprise d'édition Reverentia.

### Vie familiale
Marié à Iwona Morawiecka, il est père de quatre enfants. Il est catholique pratiquant.

### Études et formation
En 1992, il sort diplômé d’histoire de l'université de Wrocław.
L’année suivante, en 1993, il étudie l'administration des affaires à l'École polytechnique de Wrocław et à la Central Connecticut State University de New Britain (États-Unis). En 1995, il sort diplômé d'un MBA de l'université d'économie de Wrocław.
De 1995 à 1997, il étudie le droit euro-communautaire et l’intégration économique à l’université de Hambourg (Allemagne) et les études européennes à l’université de Bâle (Suisse), où il obtient un diplôme d'études approfondies. Il fait des recherches dans le domaine de la macroéconomie à l'université de Francfort-sur-le-Main (Allemagne),.

### Carrière professionnelle
Il commence sa carrière professionnelle en 1992, chez Cogito[Quoi ?]. L’année suivante, il participe à la fondation d’Enter Marketing-Publishing, une société basée à Wrocław.
De 1998 à 2015, il travaille pour la banque polonaise Bank Zachodni WBK. Entre 1998 et 2001, il est conseiller du président du comité de direction, membre du comité de direction, puis directeur général de la banque,. De 2001 à 2007, il est membre du conseil d'administration de la banque, qu'il préside de 2007 à sa nomination au gouvernement, en 2015,,.
Il intègre, en 2010, le conseil économique du président du Conseil des ministres, Donald Tusk. Il est un temps pressenti pour devenir ministre des Finances dans le gouvernement de celui-ci.

## Parcours politique

### Débuts
Entre 1998 et 2002, il est conseiller de diétine dans la voïvodie de Basse-Silésie.
Il est également[Quand ?] directeur adjoint du département des négociations d'adhésion au sein du Comité pour l'intégration européenne et membre du groupe chargé de négocier les conditions d'adhésion de la Pologne à l'Union européenne, entre autres dans le domaine de la finance et de la banque,.

### Membre du gouvernement Szydło

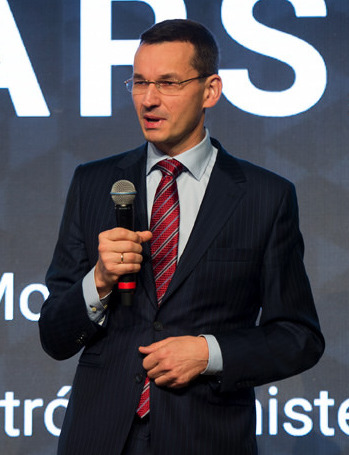
Mateusz Morawiecki en 2015.

Le 16 novembre 2015, Mateusz Morawiecki est nommé vice-président du Conseil des ministres et ministre du Développement dans le gouvernement conservateur de Beata Szydło. Le 28 septembre 2016, il est également nommé ministre des Finances, succédant à Paweł Szałamacha.
S'il n'appartient initialement à aucun parti politique, il est admis en mars 2016 au parti au pouvoir, Droit et justice (PiS), sur décision du comité politique. D'abord mal perçu au sein du parti conservateur, il devient rapidement un proche de son président, Jarosław Kaczyński.
À la tête de son large portefeuille, il affirme vouloir concilier une politique favorable aux entreprises et des mesures de lutte contre la pauvreté et les disparités régionales.
Sur le premier volet, il lance en particulier la « Constitution Business », un projet économique censé faciliter l'entrée sur le marché de nouveaux entrepreneurs et simplifier les relations entre les entreprises et l'administration. Le texte dispense notamment les entrepreneurs de cotisations à l'assurance sociale pendant les six premiers mois suivants la création de leur entreprise. Les experts économiques estiment que ce projet rend la législation plus intelligible mais qu'il ne devrait simplifier que trop partiellement l'activité des entrepreneurs polonais.
Sur le volet social, il met en place une stratégie de « développement responsable » – appelée « plan Morawiecki » – prônant la « fin du néolibéralisme » et une « plus juste répartition des fruits de la croissance ». Afin de financer plusieurs mesures promises par Droit et justice lors de la campagne de 2015 (revalorisation des allocations familiales, abaissement de l'âge de la retraite, remboursement de médicaments pour les personnes âgées), il renforce la lutte contre la fraude fiscale.
Partisan du patriotisme économique, Mateusz Morawiecki estime que les capitaux étrangers sont trop nombreux en Pologne et procède au rachat de secteurs stratégiques.
À la fin du gouvernement Szydło, le taux de chômage est historiquement bas (moins de 7 %) et le pays est en situation d'excédent budgétaire. Selon Le Monde, il est « un visage modéré, un technocrate rassurant pour les marchés et les investisseurs étrangers ». Au cours de l'année 2017, il s'affiche en conflit ouvert avec le ministre de la Justice, Zbigniew Ziobro, et soutient le président de la république de Pologne, Andrzej Duda, lorsque celui-ci oppose son veto à deux lois du gouvernement réformant le système judiciaire.

### Président du Conseil des ministres

#### Entrée en fonction

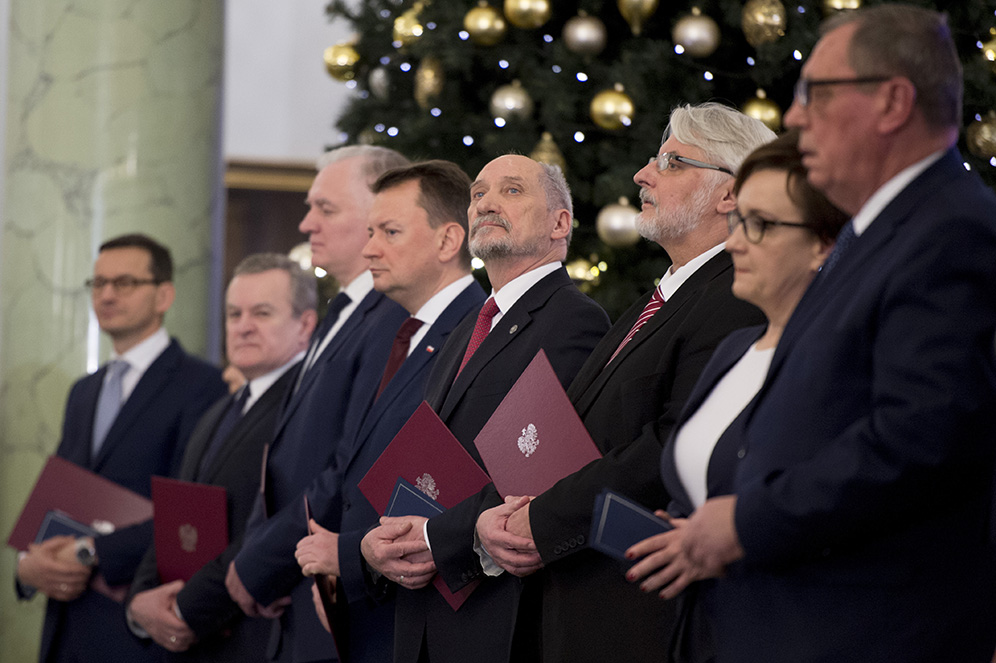
Membres du gouvernement Morawiecki I, lors de leur prestation de serment, le 11 décembre 2017.

Le 7 décembre 2017, Droit et justice le désigne à la tête du gouvernement pour remplacer Beata Szydło, démissionnaire après avoir pourtant échappé à une motion de censure. Ce choix est perçu comme une volonté d’apaisement du parti au pouvoir après deux années de réformes lors desquelles les relations de la Pologne avec les institutions européennes se sont dégradées. Le lendemain, le président Andrzej Duda le charge de former un nouveau gouvernement.
Assermenté président du Conseil des ministres de Pologne le 11 décembre, il propose le jour même un gouvernement de 22 ministres, dans lequel tous les ministres sont reconduits — il conserve le ministère du Développement et des Finances — tandis que Beata Szydło devient vice-présidente du Conseil des ministres, chargée de la Politique sociale. Le lendemain, les députés à la Diète accordent la confiance au gouvernement par 243 voix.
Il procède le 9 janvier 2018 à un remaniement ministériel qui concerne des ministères de premier plan. Lui-même cède ainsi son portefeuille des Finances à Teresa Czerwińska et le ministère du Développement à Jerzy Kwieciński. Ces changements, qui conduisent au départ de ministres controversés, sont perçus comme une volonté d'améliorer les relations avec l'Union européenne.
Le 12 décembre 2018, alors que le principal dirigeant de l'opposition Grzegorz Schetyna dépose une motion de censure, Morawiecki le devance en posant la question de confiance aux députés. C'est seulement la cinquième fois depuis 1989 que le gouvernement sollicite un tel scrutin. Comme pour les quatre précédents votes, celui-ci confirme l'exécutif, en l'espèce avec 231 voix favorables. Lors de son discours, il justifie d'avoir posé la question par la nécessité de poursuivre les réformes engagées et de confirmer qu'il bénéficie bien d'un mandat pour gouverner le pays à l'approche du Conseil européen.

#### Politique intérieure

##### Salaires des dirigeants
En février 2018, les médias se font l'écho du versement de primes aux membres du gouvernement Szydło lors de la démission de celui-ci.

##### Mesures économiques et sociales
Dans son discours de politique générale, Mateusz Morawiecki annonce que son gouvernement concentrera son travail sur le développement économique et l'aide aux plus défavorisés.
Il lance plusieurs mesures économiques et sociales à partir d'avril 2018. Il annonce ainsi une réduction de l'impôt sur les sociétés de 15 à 9 % pour les PME et une diminution des cotisations sociales pour les micro-entreprises. Sur le plan social, le gouvernement entend poursuivre la politique nataliste lancée sous le gouvernement Szydło : allocation de rentrée scolaire pour les familles, minimum vieillesse pour les femmes ayant eu au moins quatre enfants et n'ayant jamais cotisé pour leur retraite, primes pour les femmes donnant naissance à un enfant moins de 24 mois après la naissance d'un précédent enfant, etc..
En septembre 2019, son gouvernement adopte le projet de loi de finances pour 2020, qui prévoit un équilibre parfait entre les dépenses et les recettes. Ce premier budget en équilibre depuis 1989 s'appuie sur une prévision de dette publique à 43,5 % fin 2020, une croissance annuelle de 3,7 %, une inflation de 2,5 %, une hausse des salaires, des retraites et de la consommation des ménages de 6 %.

##### Réformes de la justice
Il mène une réforme de la Cour suprême de Pologne abaissant de 70 à 65 ans l'âge de départ à la retraite de ses juges. Ce projet, qui concerne 27 des 72 magistrats de la Cour, s'entend comme un « ménage » du système hérité de la période communiste, beaucoup de juges de cette époque étant restés en place. Mais cette mesure est critiquée par les institutions européennes, ce qui conduit Mateusz Morawiecki à venir s’expliquer au Parlement européen en 2018. Le Figaro note que ce sujet est en réalité un prétexte utilisé par la Commission européenne, qui chercherait par une voie détournée à sanctionner la Pologne, résolument hostile à son projet de quotas migratoires.

##### Élections de 2019 et reconduction
Lors des élections parlementaires du 13 octobre 2019, qui voient la coalition informelle de la Droite unie (ZP) — rassemblant PiS et ses alliés — obtenir à nouveau la majorité absolue à la Diète, Mateusz Morawiecki est élu député pour la première fois. Candidat en tête de liste dans la circonscription de Katowice, il recueille 133 687 voix de préférence, soit le quatrième meilleur score national de Droit et justice après Jarosław Kaczyński, Małgorzata Wassermann et son ministre de la Défense nationale, Mariusz Błaszczak.

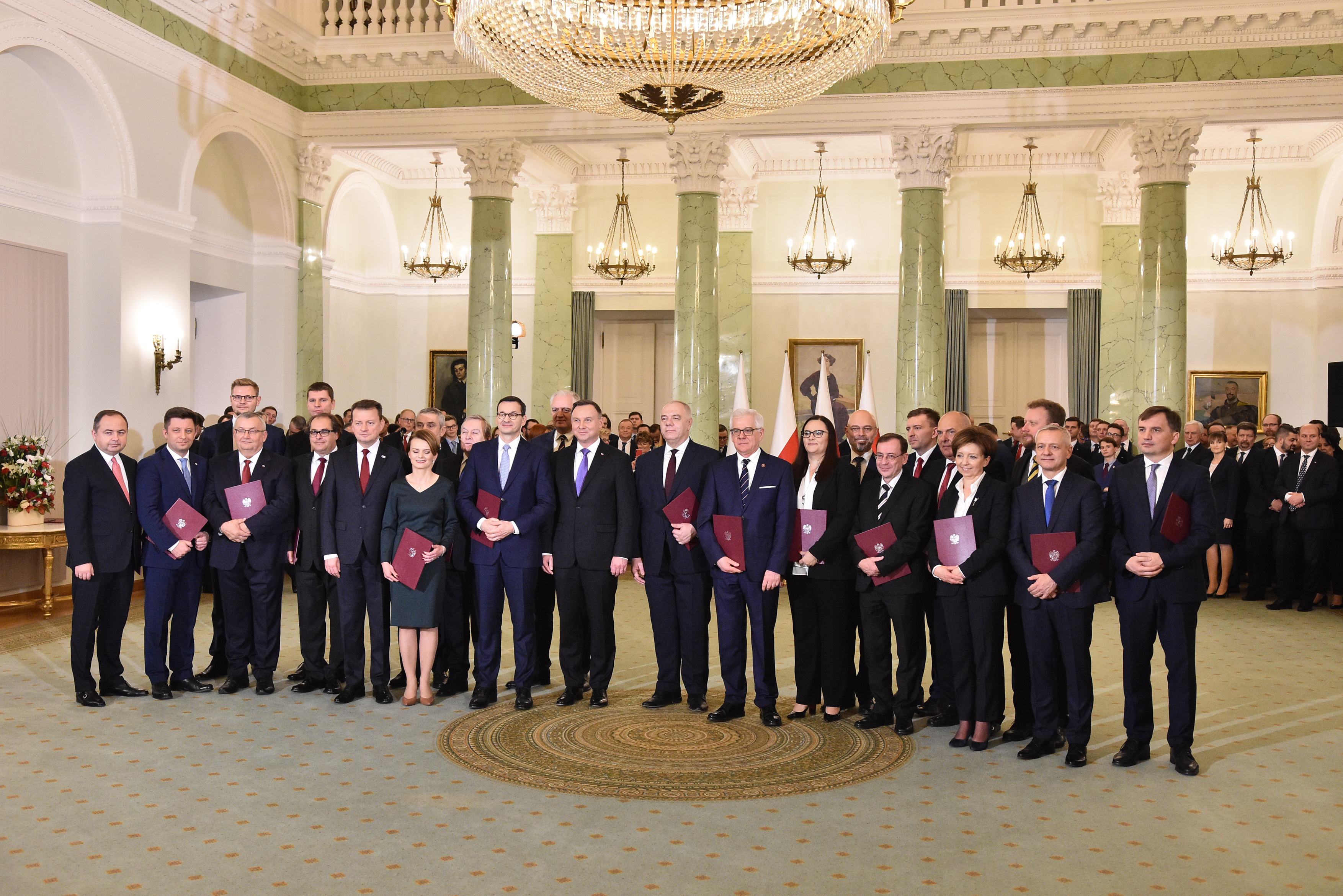
Le gouvernement Morawiecki II lors de son assermentation au palais présidentiel.

Il remet sa démission à Andrzej Duda le 12 novembre, jour d'ouverture de la IXe législature de la Diète et de la Xe du Sénat. Le chef de l’État le charge alors de l'expédition des affaires courantes. Deux jours plus tard, le président de la République confie à Morawiecki la tâche de former un nouveau gouvernement, la Constitution lui accordant un délai de 14 jours. Le président du Conseil étant recommandé depuis le 30 octobre par sa coalition et celle-ci bénéficiant seule de la majorité à la chambre basse, son maintien au pouvoir paraît assuré,. Il présente le lendemain son cabinet de 22 ministres, qui est aussitôt assermenté par le chef de l'État. Il assume lui-même la direction du ministère des Sports, dont le titulaire sortant, Witold Bańka, a été élu peu avant président de l'Agence mondiale antidopage.
Il délivre le 19 novembre son discours de politique générale devant les députés. Il évoque alors sa volonté de créer un modèle polonais de prospérité, citant notamment le taux de développement le plus élevé pour le pays depuis 1989, et de défendre la famille, qu'il entend préserver de toute « guerre idéologique ». Il réaffirme son souhait de mener une véritable politique démographique, soutient l'égalité salariale entre les femmes et les hommes et défend le patriotisme économique. Il annonce par ailleurs que l'État polonais investira deux milliards de złotys pour construire « 1 000 écoles zéro émission », portera de grands projets d'infrastructures comme un nouvel aéroport à Varsovie, un canal traversant la presqu'île de la Vistule, un tunnel sous la Świna à Świnoujście, la Via Carpatia, la Via Baltica, et modernisera plus de 9 000 km de voies ferrées. Se disant favorable à l'indépendance des juges mais soulignant qu'elle ne doit pas signifier l'absence de responsabilité, il défend l'achèvement du marché commun européen et indique vouloir se battre pour une concurrence loyale et juste. À l'issue de cette déclaration, son gouvernement reçoit la confiance de la Diète par 237 voix pour et 214 contre.

##### Crise politique de2020
Jarosław Kaczyński annonce au début du mois d'août 2020 sa volonté que soit orchestré un remaniement ministériel au cours des deux prochains mois, afin notamment de réduire le nombre de ministères. Cette évolution s'accompagnerait d'une réduction de la place accordée à Alliance et Pologne solidaire, qui réagissent le 17 septembre en refusant de voter une proposition de loi sur la protection des droits des animaux, ce que certains dirigeants de Droit et justice qualifient de rupture de la coalition au pouvoir.
Les trois partis du gouvernement entreprennent alors une semaine de négociations, qui se solde par la confirmation de leur partenariat et la décision de faire entrer Jarosław Kaczyński — promoteur de la loi sur les animaux — au sein de l'exécutif, en qualité de vice-président du Conseil des ministres. Il aura notamment pour rôle de superviser les questions régaliennes. Si cette évolution renforce le rôle de Jarosław Kaczyński et lui permet de neutraliser le ministre de la Justice Zbigniew Ziobro, qui cherchait à fusionner Pologne solidaire avec Droit et justice dans l'objectif de prendre la main sur la droite polonaise dans la perspective d'une possible retraite de Kaczyński, elle vient au contraire fragiliser Mateusz Morawiecki, héritier désigné du président de PiS mais qui se trouve à devoir cohabiter au sein même du conseil des ministres avec la personnalité la plus influente de l'alliance au pouvoir,.
Les nouveaux ministres prêtent finalement serment le 6 octobre, avec un jour de retard en raison du test positif à la Covid-19 du nouveau ministre de l'Éducation nationale Przemysław Czarnek. À cette occasion, plusieurs ministères sont effectivement supprimés et leur nombre total réduit à 14, ce que le président du Conseil justifie par une volonté de réduire la bureaucratie et accélérer le processus de décision au sein de l'administration.

#### Action internationale

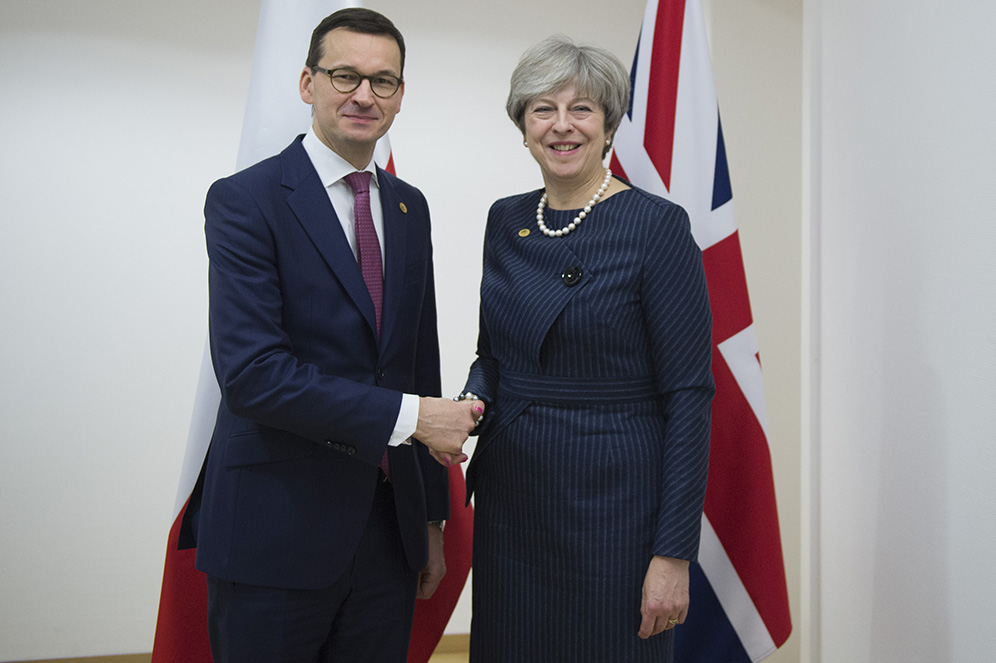
Mateusz Morawiecki recevant la Première ministre britannique, Theresa May.

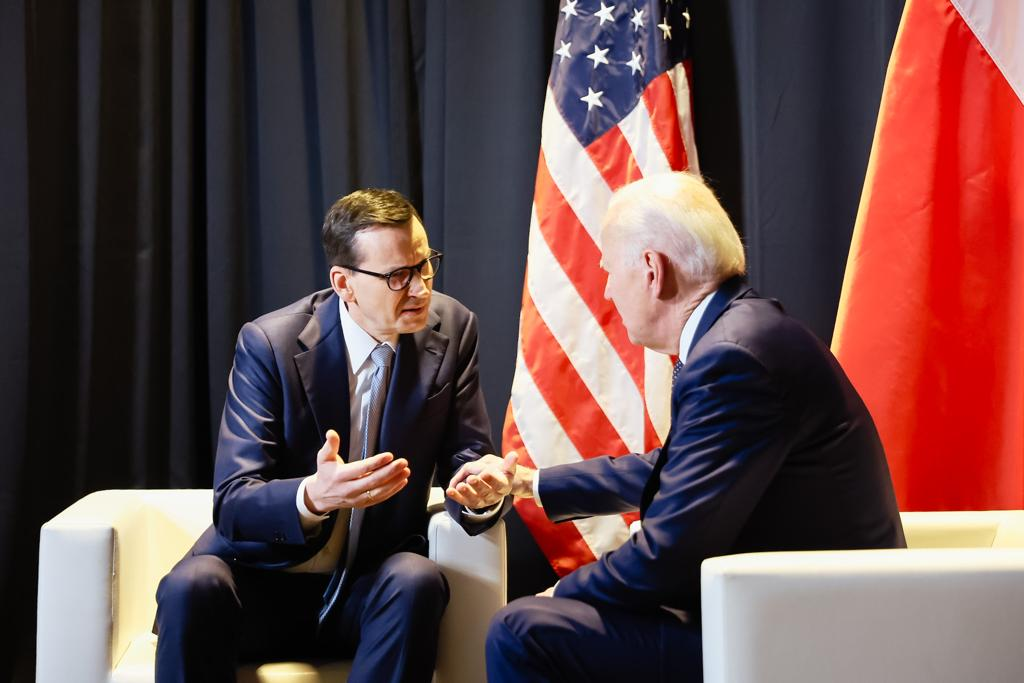
Rencontre avec le président américain Joe Biden en 2023.

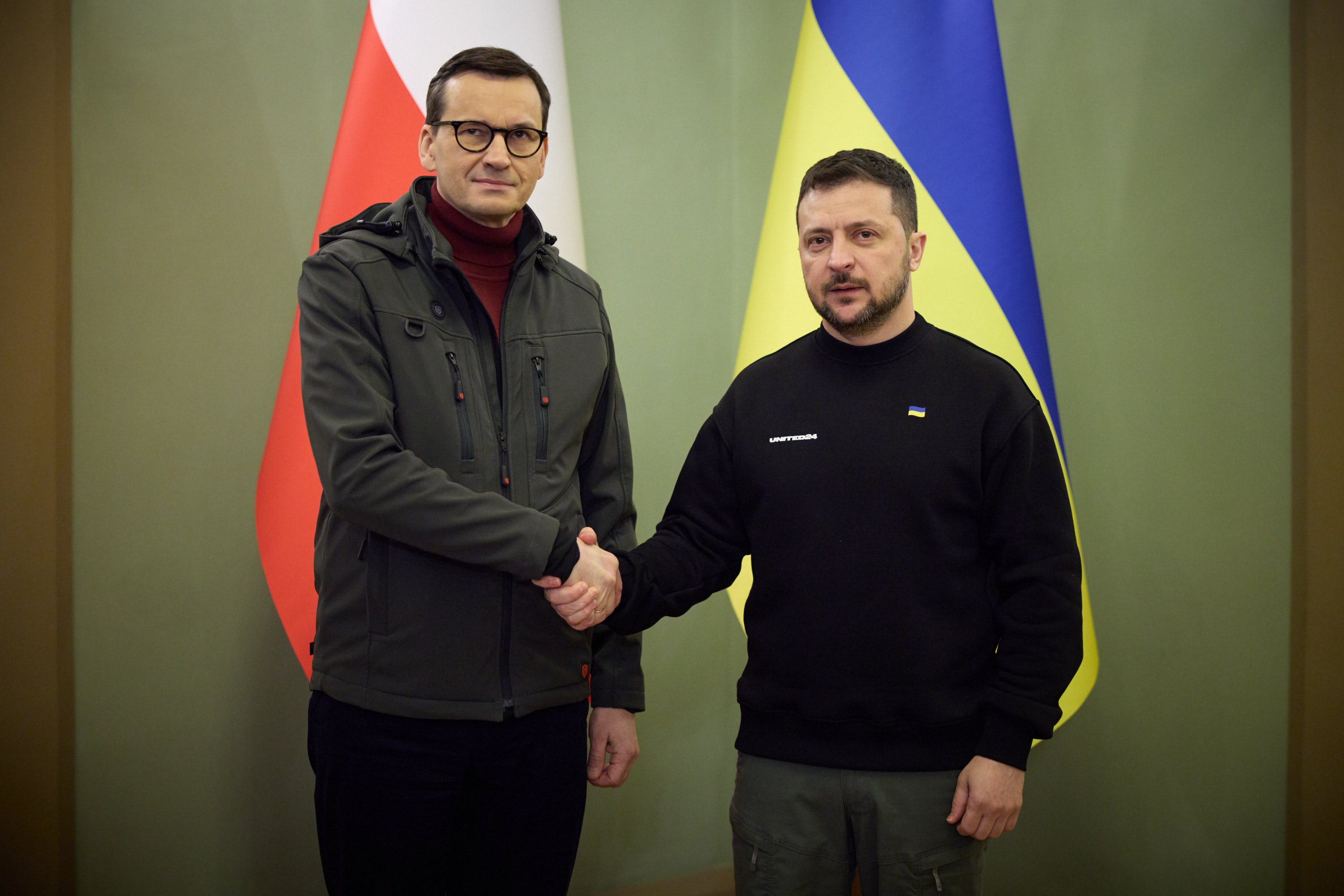
Rencontre avec le président ukrainien Volodymyr Zelenske en 2023.

Le 3 janvier 2018, il effectue sa première visite en bilatéral à l'étranger en Hongrie pour rencontrer Viktor Orbán et réaffirme l'opposition de la Pologne à la volonté des institutions européennes d'instaurer des quotas migratoires au sein de l'UE. Certains médias français comme La Croix, France 24 et France Culture parlent à ce sujet d’un soutien au concept de démocratie illibérale,,. Cette visite intervient deux semaines après le déclenchement par la Commission européenne de l'article 7 du traité sur l'Union européenne à l'égard de la Pologne en raison d'« un risque clair d'une violation grave de l'État de droit »,.
Alors que les conservateurs déplorent que la Pologne soit associée à la Shoah, notamment avec l’expression « camps de la mort polonais », une loi mémorielle est votée par la Diète au début de l’année 2018. Elle reconnaît le pays comme une nation victime et non pas complice des crimes commis par l'Allemagne nazie sur son territoire, et prévoit de sanctionner de trois ans d'emprisonnement l’« attribution à la nation ou à l’État polonais, en dépit des faits, de crimes contre l’humanité ». Mateusz Morawiecki suscite le débat en évoquant des « auteurs juifs » de la Shoah, dans un contexte de montée de l'antisémitisme en Pologne,. Une crise diplomatique s'ensuit avec Israël, les États-Unis et l'Union européenne et des journalistes estiment que le texte vise à minimiser la responsabilité de la Pologne dans l’extermination des Juifs et porte atteinte à la liberté d'expression,. Il fait finalement retirer ces dispositions en juin 2018, tout en réaffirmant son soutien à la philosophie de la loi.
En octobre 2021, il saisit les juges constitutionnels polonais sur la question de la légitimité de l'Union européenne à empêcher une réforme de la justice polonaise qui, selon la Cour de justice de l'Union européenne, entrave l'indépendance des juges,. Cette réforme empêche tout recours contre les propositions de nomination à la Cour suprême adressées au président de la République par le Conseil supérieur de la magistrature, lui-même composé de quinze juges élus par la Diète. Un tel mécanisme permet à la majorité parlementaire de contrôler les nominations à la Cour suprême sans aucun contrôle juridictionnel, ce que la Cour de justice de l'Union européenne — saisie par le Tribunal administratif supérieur polonais — a considéré porter atteinte à l'indépendance de la justice vis-à-vis du pouvoir politique. En estimant que certains articles du traité de l'UE sont « incompatibles » avec la Constitution polonaise et en appelant les institutions européennes à ne pas agir « au-delà de leurs compétences », la plus haute juridiction polonaise ouvre une crise politique et juridique au sein de l'UE et suscite les craintes d'un « Polexit ».
En juillet 2023, réagissant aux émeutes consécutives à la mort de Nahel Merzouk, Mateusz Morawiecki souligne dans une vidéo partagée sur les réseaux sociaux, le contraste entre les « scènes de chaos » présentes dans des villes françaises et la quiétude des villes polonaises. Partisan d'une grande fermeté en matière migratoire, il établit clairement « un lien entre les émeutes dans l'Hexagone et la porosité des frontières européennes ». Ce message posté sur le compte officiel du Premier ministre polonais a été diffusé après un sommet européen où les dirigeants polonais et hongrois se sont affrontés avec leurs homologues européens contre un système imposant une solidarité entre États membres dans l’accueil des demandeurs d’asile. Il est décrit par Ouest France comme un « clip anti-migrants ».

#### Élections parlementaires de 2023
Lors des élections parlementaires du 15 octobre 2023, la coalition Droite unie, menée par Jarosław Kaczyński, arrive en tête avec 194 députés sur 460, soit 42,2 % des sièges ; cette alliance est devancée par la Coalition civique, la Troisième Voie et La Gauche, qui signent un accord de coalition à la suite du scrutin. Conformément à la tradition, le président Duda confie la fonction de président du Conseil à un représentant du parti arrivé en tête, à savoir Mateusz Morawiecki, qui forme ainsi son troisième gouvernement, composé de dix femmes et huit hommes. Au vu de la situation parlementaire, ce cabinet n'a cependant pas vocation à durer.
Comme prévu, un mois plus tard, le 11 décembre, le gouvernement Morawiecki n'obtient pas la confiance, recueillant seulement 190 voix favorables et 266 voix contre. Quelques heures après cet échec, la candidature de Donald Tusk est approuvée par la Diète avec 248 voix pour et 201 contre. Le nouvel exécutif obtient la confiance le 12 décembre puis est assermenté le lendemain. Avec six ans et deux jours passés à la présidence du Conseil, Mateusz Morawiecki est le deuxième chef de gouvernement polonais à la plus importante longévité, derrière Donald Tusk (six ans et dix mois entre 2007 et 2014).